# Estlaskäret
Estlaskäret är en ö i Finland. Den ligger i Skärgårdshavet och i kommunen Kimitoön i den ekonomiska regionen  Åboland i landskapet Egentliga Finland, i den sydvästra delen av landet. Ön ligger omkring 60 kilometer söder om Åbo och omkring 120 kilometer väster om Helsingfors.
Öns area är 3,4 hektar och dess största längd är 320 meter i sydväst-nordöstlig riktning. Ön höjer sig omkring 15 meter över havsytan.